# Bauernwehr (Organisation)
Die Bauernwehr war ein durch den Landbund für Österreich, einer Bauernpartei der österreichischen Ersten Republik, gegründeter Wehrverband. Die steirische Bauernwehr wurde am 14. Dezember 1929 gegründet, am 17. Jänner 1930 in Wien ein Reichsverband für ganz Österreich. „Reichskommandant“ war anfangs Franz Bachinger, später Franz Maier. Die Bauernwehr war als eine besondere „Standeswehr“ zur Vertretung der Interessen der antiklerikalen Bauernschaft gedacht. Als solche wandte sie sich vor allem gegen die Machtansprüche der Heimwehr und jene Kreise innerhalb der Christlichsozialen Partei, welche die Politik der Heimwehr unterstützten. Ein von den Vertretern der Bauernwehr immer wieder vorgebrachter Kritikpunkt an der Heimwehr betraf die große Rolle, die Angehörige der „alten Feudalherrschaft“ (ehemalige Offiziere und Adelige), aber auch Honoratioren und Advokaten, die der Großdeutschen Volkspartei nahestanden oder angehörten, innerhalb der Führerschaft der Heimwehr spielten.
Die Bauernwehr, die ihren Namen 1932 in Grüne Front änderte, wuchs nur langsam und blieb überwiegend auf Kärnten, die Südsteiermark und Teile Oberösterreichs beschränkt. Dieser Organisation fehlten vor allem eine straffe und einheitliche Leitung und finanzielle Mittel für die Ausrüstung und Bewaffnung der Mitglieder, die sich zum überwiegenden Teil aus der bäuerlichen Bevölkerung rekrutierten. Dennoch gab die Grüne Front am 17. September 1933 in Graz ein kräftiges politisches Lebenszeichen. An diesem Tag nahmen am Aufmarsch der so genannten Nationalständischen Front, einer Gründung des Landbundes, mit der dessen Parteibasis durch Einbeziehung zweier anderer Interessenvertretungen erweitert werden sollte, Schätzungen zufolge rund 12.000 Mann teil. Da es dem Landbund aber nicht gelang, sich im herausbildenden autoritären politischen System in Österreich größeren Einfluss zu verschaffen, wurde die Grüne Front in der Folgezeit rasch wieder schwächer. Im Dezember 1933 schätzte das Verteidigungsministerium ihren Mitgliederstand auf nur mehr 3.000 Mann.
Am 12. Mai 1934 wurde die einstige Bauernwehr erneut umbenannt und gab sich den Namen Grüne Wehr. Knapp eine Woche später löste sich der inzwischen politisch völlig entmachtete Landbund, der bereits im September 1933 alle Regierungsfunktionen verloren hatte, offiziell auf. Gleichzeitig aber nahm ein „unpolitisches Liquidationskomitee“ die Parteiaktivitäten unter einem anderen Namen wieder auf. Im Zuge seiner politischen Entmachtung war es jedoch zu einer Spaltung des Landbundes in einen für den Erhalt der parlamentarischen Demokratie eintretenden und einen die österreichische NSDAP unterstützenden Flügel gekommen. Letzterem schloss sich auch ein Großteil der Mitglieder der Grünen Wehr an.
Abteilungen der Grünen Wehr beteiligten sich 1934 schließlich in Kärnten (hier wurden die Ortsgruppen der Grünen Wehr sogar den SA-Stürmen unterstellt) und in der Südsteiermark auf Seite der Nationalsozialisten am Juliputsch. Nach der Niederschlagung dieser versuchten „Machtergreifung“ der österreichischen NSDAP wurde die Grüne Wehr Ende Juli 1934 behördlich aufgelöst; die Auflösung des einstigen Landbundes folgte im August desselben Jahres.